# Старые Шальвиры
Старые Шальвиры (рум. Șalvirii Vechi, Шалвирий Векь) — село в Дрокиевском районе Молдавии. Является административным центром коммуны Старые Шальвиры, включающей также сёла Чапаевка и Ильичёвка.

## География
Село расположено на высоте 187 метров над уровнем моря.

## Население
По данным переписи населения 2004 года, в селе Старые Шальвиры проживает 518 человек (254 мужчины, 264 женщины).
Этнический состав села:
| Национальность | Число жителей | Процентный состав |
| -------------- | ------------- | ----------------- |
| украинцы       | 399           | 77.03             |
| молдаване      | 99            | 19.11             |
| русские        | 18            | 3.47              |
| болгары        | 2             | 0.39              |
| Всего          | 518           | 100 %             |

## Известные уроженцы
- Юзефович, Игорь Сергеевич (род. 1968) — российский спортивный и общественный деятель, бизнесмен. Вице-президент Европейского союза тхэквондо (ETU).